# Prostitución en Francia

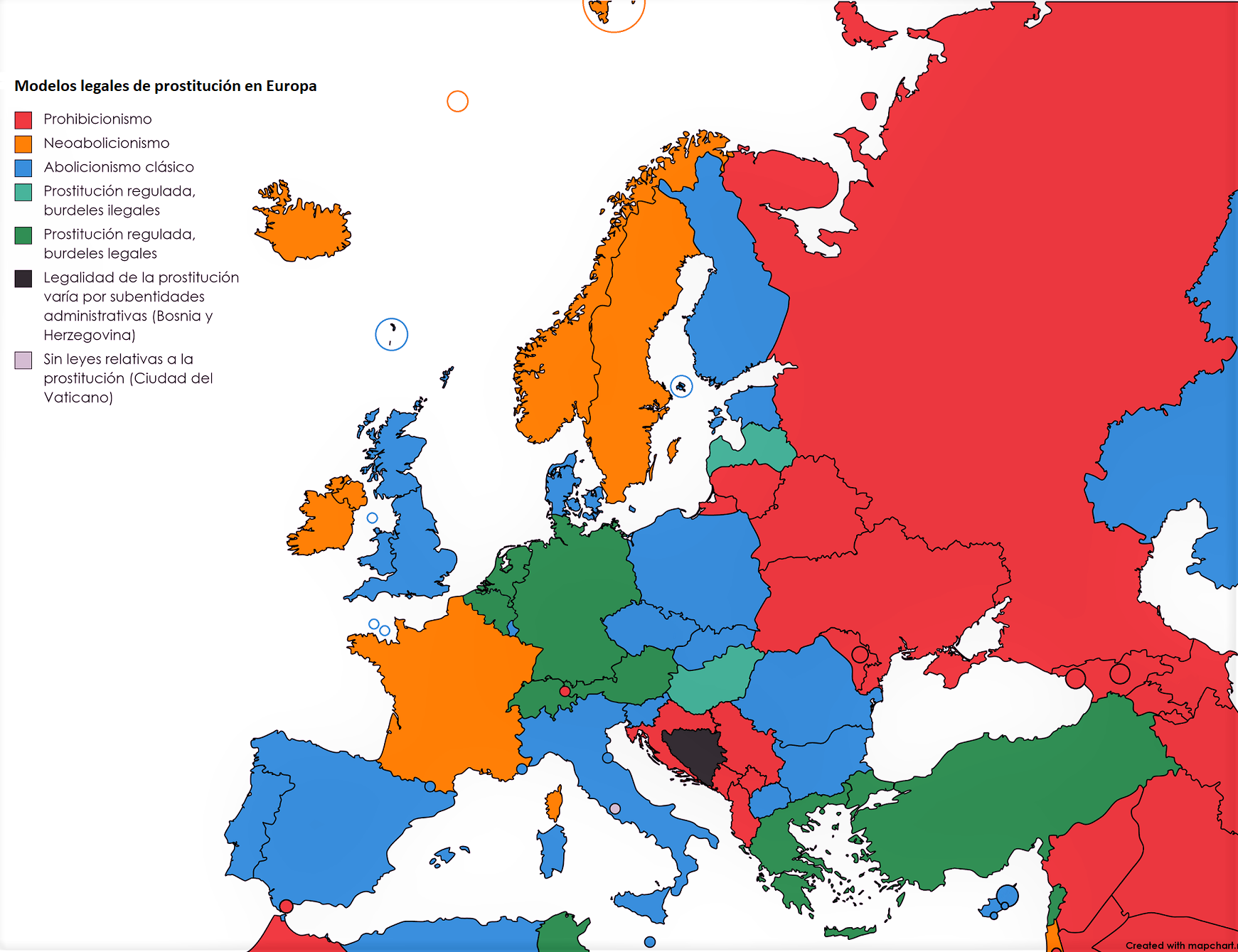
Prostitución en Europa. En naranja, el modelo neoabolicionista de la prostitución, en el que la venta de servicios es legal pero su compra ilegal, al que pertenece, entre otros países, Francia.

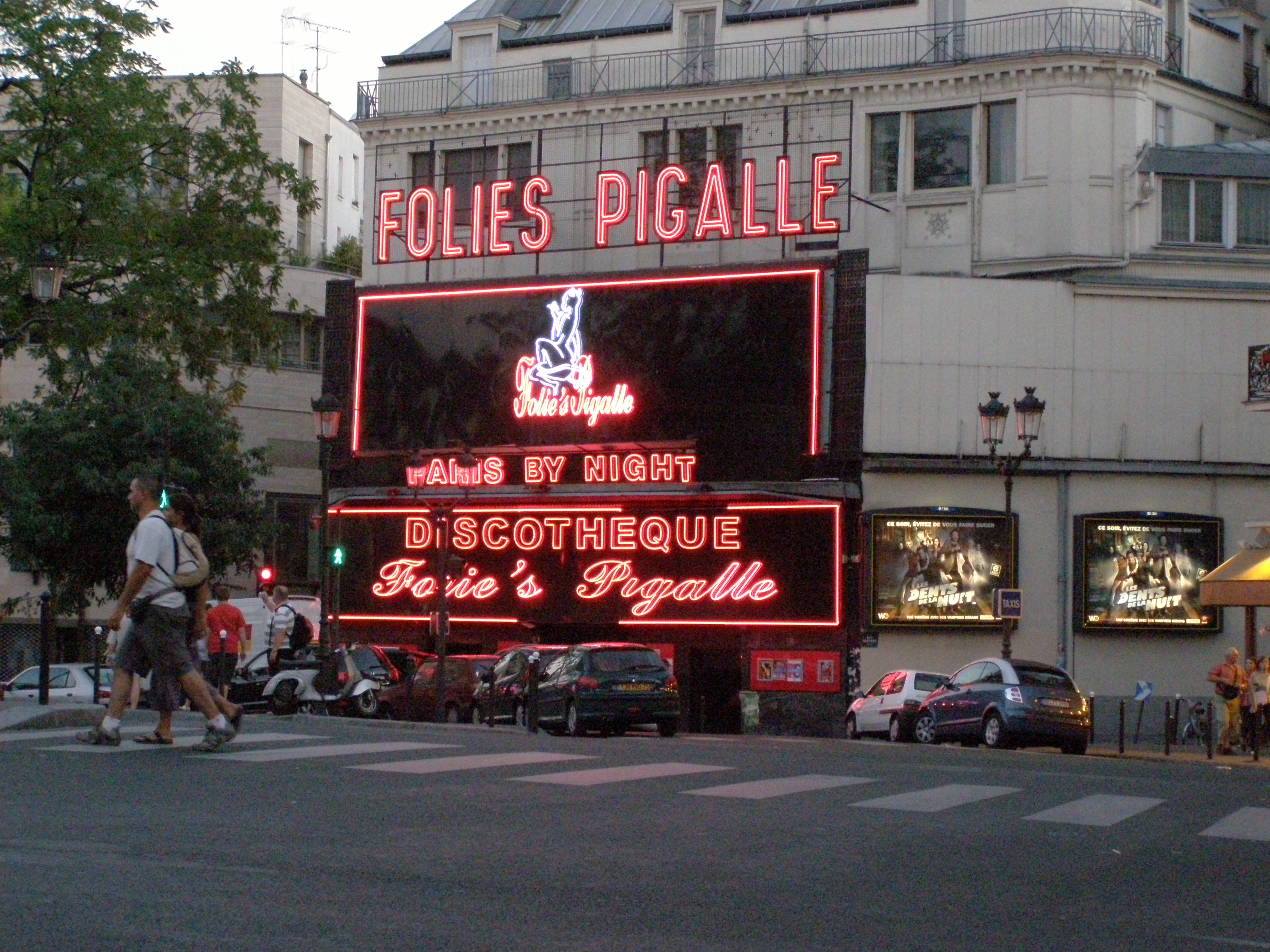
El barrio de Pigalle fue a finales del s. XIX uno de los barrios rojos más destacados de París.

La prostitución en Francia era legal hasta abril de 2016, pero varias de las actividades que la rodeaban eran ilegales, como regentar un burdel, el proxenetismo y pagar por mantener relaciones sexuales con menores de 18 años (aunque la edad de consentimiento para relaciones sexuales en el país son los 15 años).
El 6 de abril de 2016, la Asamblea Nacional francesa votó castigar a los clientes de prostitutas con una multa de 1 500 euros.
En la época napoleónica, Francia se convirtió en el modelo de regulación de la prostitución. En el siglo XX, sin embargo, se hizo patente un cambio de política. Los burdeles pasaron a ser ilegales en 1946, y Francia firmó el Convenio para la represión de la trata de personas y de la explotación de la prostitución ajena en 1960, convirtiéndose así en uno de los principales defensores del movimiento abolicionista internacional para la erradicación de la prostitución.

## Historia

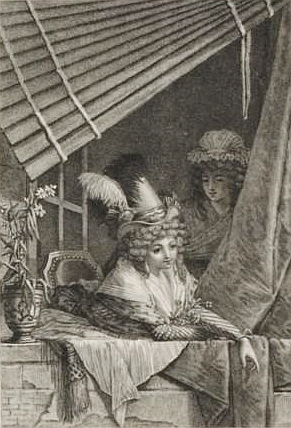
Prostitutas en París durante el período revolucionario, c. 1793–95. Grabado de Jacques-Louis Copia, según Jean-Baptiste Mallet (1759–1835). Biblioteca Nacional de Francia.

La historia de la prostitución en Francia es similar a la de otros países europeos, con alternancia de periodos de tolerancia y represión, pero está marcada por la duración de la tolerancia de las maisons (burdeles). Las prostitutas no eran marginadas, sino que estaban integradas en la sociedad, donde tenían un papel que desempeñar. En los relatos conservados, a veces las prostitutas eran cómplices de otras mujeres en la venganza de los hombres. La catedral de Chartres tenía un ventanal donado por un grupo de prostitutas, al igual que otras ventanas y ventanales donados por otros gremios.

### Edad Antigua

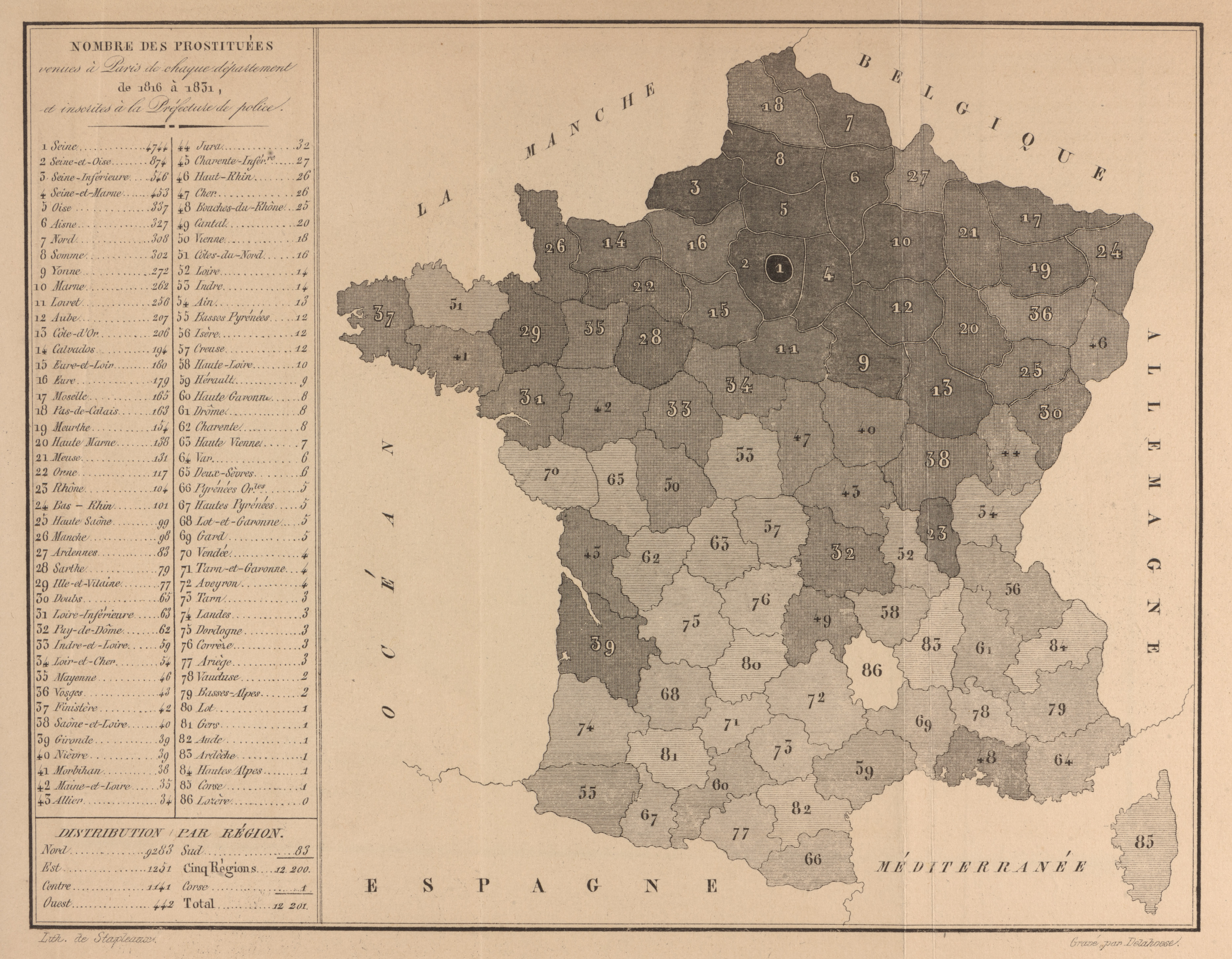
Mapa de Francia del origen de las prostitutas en París, publicado por Alexandre Parent du Châtelet en De la Prostitution dans la ville de Paris, considérée sous le rapport de l’hygiène publique, de la morale et de l’administration (1836).

Tras el periodo de dominación romana, el monarca visigodo Alarico II (485-507) fue el primer gobernante francés en perseguir la prostitución.

### Edad Media
Durante la Edad Media, las distintas autoridades, civiles o nobiliarias, supervisaban la prostitución como institución. La regulación se hacía en gran medida a nivel municipal, restringiendo la actividad en determinadas calles, los desplazamientos, las relaciones, la vestimenta distintiva exigida (cinturones de oro) y los horarios de apertura de las maisons.
Carlomagno fue uno de los gobernantes que intentó suprimir la prostitución, decretando la flagelación (300 latigazos) como castigo en sus capitularios. Esta medida iba dirigida principalmente al hombre común, ya que los harenes y las concubinas eran habituales entre las clases dirigentes. El hecho de que los latigazos fueran la pena más severa prescrita por el Breviario de Alarico da una idea de la gravedad con la que el Estado consideraba el delito. A los infractores también se les cortaba el pelo y, en caso de reincidencia, podían ser vendidos como esclavos. No hay pruebas de que esas sentencias hicieran disminuir la prostitución.
Período de Luis IX (1226-1270)
Mientras tanto, Luis IX intentó prohibir la prostitución en diciembre de 1254, con desastrosas consecuencias sociales y protestas generalizadas. El decreto ordenaba la expulsión del reino de todas las "mujeres de mala vida" y la confiscación de sus pertenencias, pero se limitó a llevar el comercio a la clandestinidad. Finalmente, se vio obligado a revocarlo en 1256. Aunque seguía despotricando contra las mujeres que eran "libres con sus cuerpos y otras rameras comunes", reconoció la conveniencia pragmática de alojarlas lejos de las calles respetables y los establecimientos religiosos, por lo que las obligó a residir fuera de los límites de las murallas de la ciudad. Su voluntad de acabar con la prostitución se reafirmó en una carta de 1269 a los regentes, al emprender la Octava Cruzada, en la que alude a la necesidad de extirpar el mal de raíz. El castigo por infracción era una multa de ocho sueldos y el riesgo de encarcelamiento en el Grand Châtelet. Designó nueve calles en las que se permitiría la prostitución en París: quartier Beaubourg, rue de la Huchette, rue Froimon, rue du Renard-Saint-Merri, rue Taille pain, rue Brisemiches, rue Champ-Fleury, rue Trace-putain, rue Gratte-cul y la rue Tire-Putain.
En la actualidad, esta zona corresponde a los distritos I a IV, agrupados en la orilla derecha del río Sena. Estas calles, asociadas a la prostitución, tenían nombres muy evocadores, aunque poco delicados, como la rue du Poil-au-con (calle del vello púbico, del latín cunnus), más tarde transformada en rue du Pélican, en el distrito I, cerca de la primera Porte Saint-Honoré, y la rue Tire-Vit (calle del pene), actualmente rue Marie-Stuart, en el distrito II. La rue Baille-Hoë (calle que da alegría) es ahora la rue Taillepain, en el IV Distrito, cerca de la Porte Saint-Merri
En 1358, el Gran Consejo de Juan II de Francia, haciéndose eco de la doctrina del "mal necesario" de Agustín de Hipona y Tomás de Aquino (1225-1274), declaró que "los pecadores son una necesidad absoluta para el país". La prostitución permaneció confinada a zonas designadas, como se indica en este decreto del reinado de Carlos V (1364-1380), de Hugues Aubriot, preboste de París en 1367, en el que se esbozan las zonas fuera de las cuales las prostitutas serían castigadas "según la ordenanza de San Luis".
La aparición de la sífilis a finales del siglo XV había estigmatizado estas casas con el paso del tiempo, pero fueron refrendadas durante el reinado de Enrique IV de Francia.

### Reglamentación

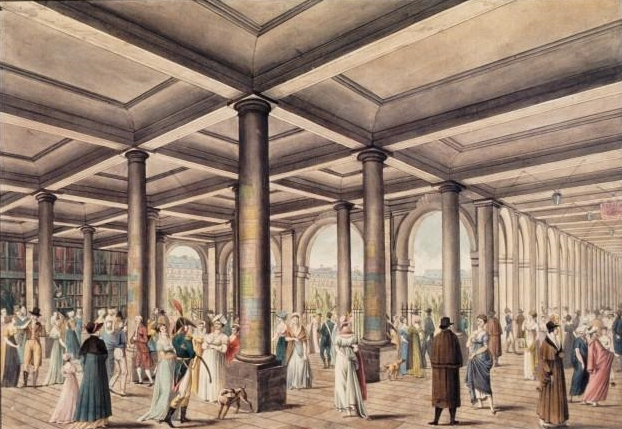
Prostitutas y clientes conversando en el Palais-Royal, en París (1800). Pintura conservada en la Biblioteca Nacional de Francia.

En 1804, Napoleón Bonaparte ordenó el registro y la inspección sanitaria quincenal de todas las prostitutas. Los burdeles legales controlados por el Estado (entonces conocidos como maisons de tolérance o maisons closes) empezaron a aparecer en París y en otras ciudades y se hicieron muy populares a lo largo del siglo. En 1810, sólo en París había 180 burdeles oficialmente autorizados.
Por ley, tenían que estar regentados por una mujer (normalmente una antigua prostituta) y su aspecto externo debía ser discreto. Las prostitutas que trabajaban en las maisons, o cualquier mujer detenida dos veces por prostitución, tenían que estar registradas como tales. El registro implicaba inscribir su nombre en un registro nacional y aceptar cumplir las normas y someterse a exámenes médicos dos veces por semana. Este modelo de regulación se extendió rápidamente por toda Europa, en parte ayudado por las ocupaciones napoleónicas.
Primera Guerra Mundial

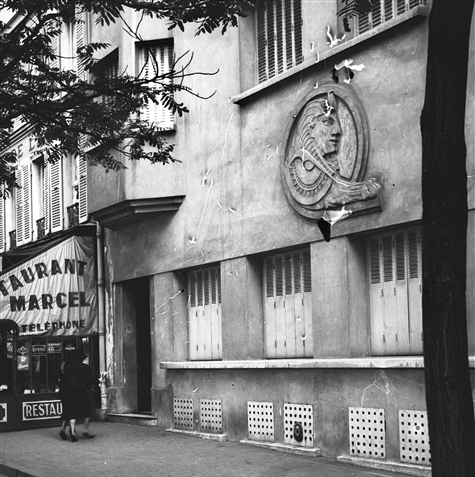
Le Sphinx era un burdel de lujo de París, abierto en 1931 y cerrado en 1946. Se ubicaba en el n.º 31 del bulevar Edgar-Quinet, en el XIV distrito.

Durante la Primera Guerra Mundial, sólo en París, los oficiales del ejército estadounidense estimaron que había 40 burdeles importantes, 5 000 prostitutas callejeras con licencia profesional y otras 70 000 prostitutas sin licencia.
El ejército británico adoptó los códigos éticos locales cuando combatía en otro país, y permitió que las tropas visitaran las llamadas maisons tolérées durante los periodos de descanso y los días libres. Esta actividad no sólo se toleraba, sino que se fomentaba tanto para los jóvenes como para los hombres casados que echaban de menos a sus esposas. A medida que avanzaba la guerra, también lo hacían la necesidad y el rango de las prostitutas agasajadas. Mientras que las tropas británicas, a las que se pagaba sólo seis peniques al día, se encontraban a menudo en los institutos de precio más bajo, los soldados de los dominios de Australia, Nueva Zelanda y Canadá recibían seis chelines y podían permitirse "servicios" de mayor categoría.
Se desconoce cuántos o qué porcentaje de hombres visitaron las instituciones, pero el ejército francés registró más de un millón de casos de gonorrea y sífilis durante la guerra. En 1915, en Le Havre, una encuesta realizada por el Royal Army Medical Corps contabilizó 171 000 visitantes uniformados del ejército británico a los burdeles de una sola calle.
Como resultado, los índices de enfermedades venéreas empezaron a aumentar, con una media de 23 000 hombres del ejército británico hospitalizados en cualquier momento durante la segunda mitad de la campaña para recibir tratamiento, y más de 150 000 soldados británicos infectados al final de la guerra[cita requerida]. En aquella época, la enfermedad estaba muy estigmatizada socialmente, pero una infección especialmente grave podía hacer que un soldado fuera dado de baja médica del frente de batalla, incluso de forma temporal. La sífilis se trataba con inyecciones de mercurio, administradas en un hospital durante un periodo de 30 días, lo que garantizaba la salida del frente.
El Ejército de los Estados Unidos tenía instrucciones claras sobre los que no seguían la regla de no indulgencia. Las normas del ejército estadounidense exigían que los soldados que admitieran haber mantenido relaciones sexuales durante un permiso se sometieran a profilaxis química, que incluía la irrigación del pene. Los soldados que no se presentaban a la profilaxis y posteriormente contraían la enfermedad venérea eran sometidos a un consejo de guerra y posiblemente a una pena de trabajos forzados, mientras que los que contraían la enfermedad después del tratamiento sólo perdían la paga durante el mismo. Aplicada desde el primer día de entrenamiento, la iniciativa tuvo tanto éxito que los médicos del ejército estadounidense informaron de que el 96 % de los casos que trataban habían sido contraídos cuando el soldado aún era civil.
Ante la escalada de la disputa, el primer ministro Georges Clemenceau envió un memorándum al general Pershing ofreciéndole un compromiso: las autoridades médicas estadounidenses controlarían los burdeles designados que funcionaban únicamente para soldados estadounidenses. Pershing transmitió la propuesta a Raymond Fosdick, quien la entregó al secretario Baker. La política adoptada por el ejército estadounidense funcionó, con tasas mucho más bajas de enfermedades venéreas entre sus tropas en comparación con los combatientes franceses o británicos y del Dominio. Sin embargo, tras la firma del armisticio, cuando el ejército estadounidense ya no pudo alegar la necesidad militar como motivo para restringir los permisos, las tasas volvieron a dispararse.
Segunda Guerra Mundial
Durante la Segunda Guerra Mundial, Edith Sumerskill planteó la cuestión de las Maisons Tolérées en el Parlamento al Secretario de Estado para la Guerra, Anthony Eden, tras la intervención de la Fuerza Expedicionaria Británica. Se plantearon otras cuestiones en el Parlamento tras la invasión del Día D, para garantizar que se mantuvieran estas prácticas locales y precauciones médicas.
Durante la ocupación alemana de Francia, la Wehrmacht reservó veinte de las principales mansiones de París, entre ellas Le Chabanais, Le Sphinx, One-Two-Two, La Fleur blanche, Rue des Moulins o Chez Marguerite, para oficiales alemanes y franceses colaboradores.

### Abolicionismo en Francia
Ley de Marthe Richard (1946)

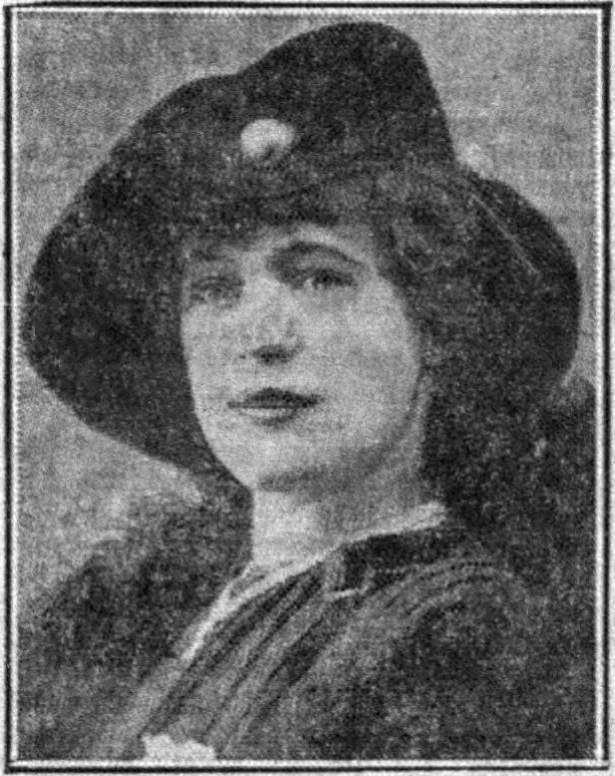
Marthe Richard, activista y ex prostituta consiguió que se cerraran gran parte de los burdeles del país tras la Segunda Guerra Mundial.

Después de la guerra, Marthe Richard, concejala de París y antigua prostituta callejera, hizo campaña con éxito a favor del cierre de todas las maisons. El 13 de abril de 1946, la "loi de Marthe Richard" fue aprobada con los votos del Movimiento Republicano Popular y del Partido Comunista Francés, que consideraban que los burdeles eran "burgueses". Como consecuencia, se cerraron los burdeles legales. Sin embargo, la prostitución siguió siendo una actividad legal, prohibiéndose únicamente su organización y "explotación".
Se ponía así fin a un sistema que existía desde 1804 y que, sin suprimir el oficio, hacía menos visibles a las prostitutas, preservando así la "moralidad pública". Se suponía que los registros de prostitutas debían destruirse, pero la policía conservó los archivos hasta 1960. Aproximadamente 20 000 mujeres se vieron afectadas por esta ley, y se cerraron unas 1 400 casas. Muchos antiguos propietarios de burdeles abrieron en su lugar "hôtels de passe", donde las prostitutas podían seguir trabajando, pero se reducía la visibilidad de sus actividades.
En 1958 se creó la Oficina Central para la Represión de la Trata de Seres Humanos (OCRTEH), dependiente de la Policía Nacional, y a su vez del Ministerio del Interior, para luchar contra el proxenetismo y cooperar con Interpol.
Ratificación de la Convención de la ONU de 1949
En el año 1960, Francia se volvió oficialmente "abolicionista" al ratificar la Convenio para la represión de la trata de personas y de la explotación de la prostitución ajena, aprobada originalmente por la Asamblea General de las Naciones Unidas el 2 de diciembre de 1949.
Política estatal a partir de 1960
En los debates sobre la prostitución en Francia, el término "abolición" se utilizó para referirse tanto a la abolición de las leyes y reglamentos que hacen cualquier distinción entre alguien que ejerce la prostitución y la población en general, como a la abolición de la prostitución en sí. En esa época se destruyeron definitivamente los archivos policiales sobre prostitutas.
Sin embargo, la aplicación varió considerablemente a nivel local, aunque la prostitución rara vez figuró en la agenda política durante los años siguientes. Las excepciones fueron las manifestaciones de los movimientos por los derechos de las prostitutas contra el acoso policial en 1975, y los llamamientos periódicos de políticos individuales a favor de la reapertura de las maisons (véase Maisons cierra más adelante). Entre ellas, la de Michèle Barzach, exministra de Sanidad (1986-1988) en 1990, como medida de salud pública, dada la preocupación por el Sida. La política estatal se ha basado en dos principios: penalización y apoyo. Penalización de la explotación (burdeles, proxenetismo) de la prostitución, y apoyo y reinserción para las que salen de ella. Sin embargo, este último aspecto atrajo pocos fondos y se dejó en gran medida en manos de ONG benéficas. La intención original era que los Departamentos crearan sus propios Servicios de Prevención y Rehabilitación, pero de 100, solo se crearon 12 tras la ordenanza de 1960, y en 1999 tan solo había 5 gestionados. Otras responsabilidades estatales han recaído en la administración de los derechos de la mujer, y también en los ministerios de sanidad, hacienda, interior, asuntos exteriores y educación de vez en cuando.
Código Penal de 1994
En el nuevo Código Penal, el proxenetismo pasó a ser un delito grave si se asociaba con el crimen organizado o la barbarie, y en general se definió en tres niveles de gravedad con multas crecientes y penas de prisión de cinco años a cadena perpetua. Los clientes sólo eran penalizados si compraban a menores de 15 años. En 1998 se añadió el turismo sexual si los delitos contra menores eran cometidos por residentes franceses fuera de Francia.
Política internacional
En la década de 1990, Francia se mostró cada vez más firme a escala internacional como defensora del abolicionismo, oponiéndose a las medidas de liberalización y regulación de los Países Bajos y la Organización Internacional del Trabajo. Francia también se opuso a la distinción entre prostitución "libre" y "forzada" en los debates internacionales.
Hubert Védrine, ministro de Asuntos Exteriores, hizo valer la posición de Francia en diversos foros internacionales, como el protocolo de la Convención sobre los Derechos del Niño relativo a la venta y prostitución de niños y la pornografía infantil (2000) y la Convención de las Naciones Unidas contra la Delincuencia Organizada Transnacional (Protocolo de Palermo). La política francesa subrayó, junto con la Convención Internacional, que el verdadero mal era la prostitución y no la trata, definida como un "mal de acompañamiento". Al mismo tiempo, Nicole Péry, ministra de Derechos de la Mujer, incluyó la prostitución en la campaña de su departamento sobre la violencia contra las mujeres.
Ley Sarkozy de 2003
La prostitución activa también se prohibió a finales de la década de 1940. La pasiva, con ejemplos como estar presente con ropa reveladora en lugares conocidos por la prostitución, fue prohibida en 2003 como parte de un paquete de medidas de orden público por el entonces ministro del Interior, Nicolas Sarkozy, en su Ley de Seguridad Interior, y tuvo el efecto de reducir la visibilidad de la prostitución en las calles. Las organizaciones de prostitutas denunciaron la medida, que entró en vigor en marzo de 2003, por considerarla punitiva y destinada a aumentar el poder de los proxenetas. Muchas prostitutas empezaron a trabajar en furgonetas, una estrategia que las autoridades intentaron combatir mediante la aplicación de la regulación del aparcamiento. Dicha ley fue derogada en 2016.
Ley 444 (2016)
La Ley número 2016-444 "para reforzar la lucha contra el sistema de prostitución y apoyar a las personas prostituidas" fue promulgada el 6 de abril de 2016, haciéndose efectiva una semana después.
La disposición más publicitada de esta ley es la ilegalización de la compra de actos sexuales, que se castiga con una multa de hasta 3 750 euros si la prostituta es mayor de edad. La compra de un acto sexual a una prostituta menor de edad se eleva a tres años de cárcel y multa de 45 000 euros. Sin embargo, la mayor parte de esta ley se refiere al apoyo a las prostitutas que abandonan la industria y a las víctimas del tráfico sexual. La ley también derogó la ley anterior sobre la solicitación pasiva.
En los primeros seis meses tras la promulgación de la ley, 249 hombres fueron procesados por comprar actos sexuales.

## Estatuto jurídico
Es legal que un hombre o una mujer ejerzan la prostitución y vendan actos sexuales. La compra de actos sexuales se ilegalizó en abril de 2016.
Las prostitutas pagan impuestos como otras actividades independientes.
Poseer o explotar un burdel es ilegal. Todas las formas de proxenetismo son ilegales, definiéndose como "ayudar" a alguien a prostituirse; beneficiarse de la prostitución de otra persona, o recibir fondos de alguien que se prostituye habitualmente (vivir de las ganancias); y/o contratar o entrenar a alguien para que se prostituya, o presionar a alguien para que lo haga.

## Políticas
Francia es un país "abolicionista". Su política pública es la prohibición y erradicación de la prostitución; sin embargo, al mismo tiempo, considera que ilegalizar la oferta de actos sexuales a cambio de bienes o servicios en el contexto de la vida privada es una violación de la libertad individual.
La cuestión ha ocupado un lugar destacado en la agenda política francesa desde finales de los años 1990, en respuesta a las presiones internacionales sobre la prostitución infantil y la pornografía y la trata de personas, las distinciones internacionales entre el acceso forzado y voluntario a la prostitución (rechazadas por el discurso "abolicionista" dominante) y el aumento de la migración. Todo ello ha ido acompañado de un discurso cada vez más extendido sobre la seguridad interna, que se ha ido convirtiendo gradualmente en dominante, afectando al marco en el que se debate la prostitución. 
Esto se acentuó en 2002, cuando el gobierno de derechas de Jean-Pierre Raffarin (2002-2005) sucedió a la coalición Gauche Plurielle de Lionel Jospin (1997-2002). La construcción de Jospin era que las prostitutas eran víctimas y necesitaban ser salvadas y reintegradas. Esta opinión era compartida por feministas de Estado, ministros, delegados y el poderoso grupo de presión abolicionista, y se refleja en el informe Derycke y en la Comisión Nacional sobre la Violencia contra las Mujeres, así como en los debates sobre la esclavitud moderna. A su vez, estas consultas permitieron a los agentes de la sociedad civil acceder al proceso político. Muy pocos de ellos construyeron la prostitución como una forma legítima de trabajo.
En el ámbito municipal, había indicios de que las prostitutas se consideraban una molestia pública que había que confinar, y muchos alcaldes de ambos grupos políticos respondieron a los grupos de ciudadanos para introducir ordenanzas que restringieran las actividades de las prostitutas a principios de 2002.
Esto se vio impulsado por una aparente mayor visibilidad. Por ejemplo, Françoise de Panafieu (quien llegó a ser alcaldesa del XVII Distrito de París) hizo campaña contra la prostitución callejera en el verano de 2002. El compromiso con el abolicionismo impidió en un primer momento la promulgación de leyes específicas contra la prostitución (lo que se habría considerado una regulación), por lo que a menudo se recurrió a ordenanzas de tráfico y aparcamiento para expulsar a las trabajadoras, lo que en última instancia supuso su traslado de zonas concurridas y bien iluminadas a zonas mucho más inseguras.
A medida que el discurso se desplazaba del abolicionismo a la seguridad, también lo hacían leyes y reglamentos más explícitos. Esta inquietud permitió a Nicolas Sarkozy movilizar más tarde la ansiedad pública por la seguridad, evidente en las elecciones de ese año, en su Proyecto de Ley de Seguridad Interior. El contexto cultural es el concepto de igualdad entre hombres y mujeres, recogido en el preámbulo de la Constitución de 1946 y 1958, y que había visto un creciente impulso de avances políticos para las mujeres, incluida la creación de una agencia de política de la mujer en 1974 y un ministerio de derechos de la mujer en 1981. 
Sin embargo, sigue existiendo una brecha significativa en términos de oportunidades económicas y de empleo. Mientras tanto, las políticas de inmigración se han vuelto cada vez más restrictivas, y la prostitución puede dar lugar a la retirada del permiso de trabajo de un inmigrante.
El Manifiesto del Partido Socialista de 2007 pide que se haga "responsables" a los clientes. La vaguedad del lenguaje se debe a que tales medidas siguen siendo controvertidas en el Partido Socialista. El Manifiesto también pide que se derogue la prohibición de la "prostitución pasiva".
En 2010, Chantal Brunel, diputada del entonces partido de Sarkozy, la Unión por un Movimiento Popular, y directora de la Oficina de Igualdad, pidió que se legalizaran y regularan las "maisons closes" (burdeles), como ocurre en varios países de su entorno, alegando que así el comercio sexual sería más seguro y transparente. Esbozó la estrategia en su libro de 2010 Pour en finir avec les violences faites aux femmes, lo que provocó un gran debate. Las prostitutas francesas se opusieron a este plan para legalizar y regular las casas de citas, argumentando que limitaría sus opciones para tomar sus propias decisiones; decenas de prostitutas francesas se han manifestado para protestar contra la propuesta de legalizar los burdeles. En su lugar, exigieron la derogación de la ley de 2003 que ilegaliza la solicación, una demanda que también apoyaba Brunel.
En junio de 2012, la ministra socialista de la Mujer, Najat Vallaud-Belkacem, anunció que quería abolir la prostitución en Francia.

### Feminismo de Estado
Las feministas de Estado dominaron el discurso en los años del izquierdista Lionel Jospin, llevando a cabo una campaña contra la violencia machista. Esta influencia disminuyó bajo la agenda de seguridad de los sucesivos gobiernos de derechas, pero se precisaba trabajar en un nuevo pensamiento político, como se indicó en el informe de Marie-Jo Zimmermann (Unión por un Movimiento Popular) de 2002 a la Delegación para los Derechos de la Mujer sobre la prostitución, en el que se hacía eco del sentimiento de izquierdas de que la compra de sexo constituye un acto violencia.

## Debates políticos y sociales
Como en otros países, los debates sobre la naturaleza y la regulación del sexo están muy polarizados. Por un lado, están las conocidas posturas que definen el trabajo sexual como violencia contra las mujeres y, por otro, las que ven el problema como estigmatización y malas condiciones laborales. El resultado son propuestas para la erradicación de la prostitución o reformas sociales. La facción abolicionista dominante está formada por católicos, defensores de los valores familiares y sectores del feminismo y la izquierda. Como en otros lugares, el término abolicionismo ha pasado de la abolición de la llamada Réglementation a incluir la abolición de la esclavitud sexual.
Desde 1946 y hasta finales de la década de 1990, hubo un amplio consenso abolicionista. Esto fue el resultado de un estrecho ajuste entre la postura del gobierno y el discurso sociopolítico dominante, lo que la hizo aceptable para una amplia coalición que incluía abolicionistas, ONG laicas y religiosas, políticos de ambos extremos del espectro político y la mayoría de las feministas francesas. Esto fue tan dominante durante los años de Jospin que parecía normativo y no ideológico y por encima de cualquier debate filosófico, lo que permitió a los abolicionistas acceder tanto al proceso político como a los recursos, como la conferencia de la UNESCO de 2000, que contó con un apoyo de alto nivel, incluidas importantes figuras de la izquierda como Jean-Pierre Chevènement y Sylviane Agacinski, que también estaba casada con Lionel Jospin.
En la década de 1990, una serie de cambios desplazaron el centro de los debates. Entre ellos, la creciente globalización de los movimientos en ambas partes del debate, el hecho de que Suecia y los Países Bajos cambiaran su legislación en dos direcciones distintas y diferentes, la inestabilidad política en Europa del Este y la creciente preocupación por el sida, mientras que las feministas estatales también desempeñaban un papel cada vez más importante en los debates políticos. No obstante, hubo voces discrepantes ocasionales, como el debate en Le Nouvel Observateur en 1999, suscitado por la legislación neerlandesa.

### Manifestaciones del año 2000
Una manifestación del abolicionismo fue la declaración del 18 de mayo de 2000, publicada en el periódico de centro-izquierda Le Nouvel Observateur, titulada Le corps n'est pas une marchandise ("El cuerpo no es una mercancía"). Firmada por 35 ciudadanos prominentes, exigía que Francia y Europa afirmaran su compromiso con la abolición de la prostitución, lo que dio lugar a un debate que abarcó muchos aspectos del tema, como la elección, la autonomía, la voz y la agencia. Entre los firmantes se encontraban François Hollande, Robert Hue, Dominique Voynet, Isabelle Alonso, Boris Cyrulnik, Françoise Héritier y Antoinette Fouque. Esa misma semana, la ministra de Trabajo, Martine Aubry, proclamó en la Asamblea Nacional que Francia seguiría defendiendo su postura abolicionista contra la prostitución, porque la mercantilización de los cuerpos humanos no era aceptable y constituía una violación de los derechos humanos.
La UNESCO celebró una conferencia en París el 16 de mayo de ese año organizada por la Fondation Jean-et-Jeanne-Scelles, una ONG abolicionista, que también publicó Le livre noir de la prostitution, un ataque enérgico contra el tema de la prostitución.
En 1999 se juzgaron 189 casos de proxenetismo, y 137 fueron condenados a penas de cárcel. En general, la judicatura se mostró satisfecha con la legislación vigente, aunque en 2000 se creó una nueva unidad de la Policía Judicial que utiliza las tecnologías de la información para luchar contra el proxenetismo y la trata de seres humanos. Los operadores transnacionales resultaron ser un problema para la policía.

### Investigación en el Senado (1999-2001)
El feminismo de Estado culminó con la nueva Delegación de Derechos de la Mujer del Senado, que inició una investigación en 1999. Su informe de 2001 criticaba lo que consideraba falta de compromiso en la lucha contra la prostitución, principalmente la diferencia entre la postura abolicionista oficial de Francia y lo que ocurría en la práctica. Aunque el informe tuvo inicialmente una acogida favorable en el Parlamento, su impacto político fue limitado. Derycke se retiró por motivos de salud y falleció poco después, mientras que otras presiones desviaron el debate hacia otras medidas relacionadas, como la delincuencia organizada y la trata y la "esclavitud moderna". Fuera del parlamento, surgió un nuevo activismo y demanda de acción, liderado por Bus des Femmes, pero el centro de la protesta fue el tráfico de personas, con énfasis en Europa del Este.

### Oposición
Las críticas al discurso dominante procedían de defensores de los derechos de las prostitutas, asociaciones sanitarias, como Cabiria (Lyon), grupos de lucha contra el Sida y algunos activistas que se quejaban de que las trabajadoras del sexo recibían un trato paternalista y se les negaba voz y agencia moral. Exigían la erradicación del estigma y el restablecimiento de los derechos, el acceso a los servicios sanitarios y sociales, y mejores "condiciones de trabajo". Organizaciones como Cabiria, ACT-UP París, PASTT y AIDES-París Isla de Francia condenaron la conferencia de la UNESCO por estigmatizadora.
Todas las partes afirmaron que hablaban en nombre y representación de los trabajadores del sexo y que compartían la preocupación por su bienestar, mientras que negaban que sus oponentes lo hicieran. Por lo tanto, ambas partes mantuvieron la postura de que no se debía penalizar a los trabajadores, situándolos como víctimas o como trabajadores legítimos.

### Debates sobre seguridad de 2002

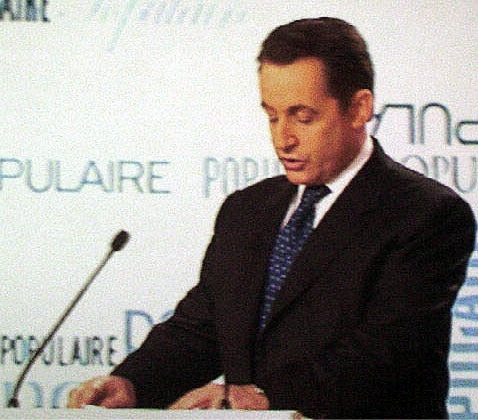
En su etapa como ministro del Interior francés, Nicolas Sarkozy endureció con la ley que recibe su nombre las condiciones de la prostitución en el país, llevando a que muchas profesionales del sexo se marcharan de las ciudades y del tránsito de las calles a las afueras de las grandes urbes, regresando a polígonos, bosques y carreteras.

En 2002 surgieron nuevas cuestiones, como las quejas de los residentes locales y el ascenso de un discurso de ley y orden tanto en la izquierda como en la derecha, que dio lugar a un acalorado debate, especialmente la sugerencia de Françoise de Panafieu de que se reabrieran las maisons closes. La cuestión de la "seguridad" se convirtió en un tema importante en las elecciones presidenciales y parlamentarias de 2002. El eslogan de "salvar la República" favoreció a la derecha y al presidente Jacques Chirac y a Jean-Pierre Raffarin, que llegó al poder como primer ministro ese año. Sarkozy se convirtió en ministro del Interior en el gobierno de derechas de Rafferin (2002-2005), y casi inmediatamente anunció un Proyecto de Ley de Seguridad Interior, y el centro de los debates en torno a la prostitución pasó a ser la legislación.
Ley de Seguridad Interior de 2003
Al justificar estas medidas, Sarkozy alegó que grandes segmentos de la población estaban expuestos a "ansiedad y exasperación legítima". El artículo 42 abordaba la protección de las mujeres que ejercían la prostitución, consideradas víctimas de explotación, y la ministra Nicole Ameline amplió esta idea. Sarkozy afirmó que, al penalizar la prostitución pasiva, estaba protegiendo a las prostitutas y ayudándolas a escapar de la delincuencia organizada. La postura del Gobierno era que la acción contra determinadas actividades mejoraría la calidad de vida y la sensación de seguridad de los pobres, propensos a ser víctimas de la delincuencia. Sarkozy declaró que los pobres apoyaban un programa de mano dura contra la delincuencia y que la población en general quería una postura más firme en materia de ley y orden. En concreto, citó una encuesta de Ipsos que sugería que el 80 % de las personas con un salario mínimo aprobaban sus propuestas y que cuanto más baja era la clase socioeconómica, mayor era el apoyo. En febrero de 2002, una encuesta sugería que la seguridad era la cuestión más importante en la mente de la gente en un año electoral, y en octubre, el 70 % de la población consideraba necesarias las medidas propuestas.
El proyecto de ley de Sarkozy redefinió la prostitución y transformó la política, convirtiendo la solicitación, que antes era un delito menor, en un delito grave, con multas más severas, y volvió a tipificar como delito la solicitación "pasiva" (artículo 50). La prostitución pasiva ya había sido despenalizada por otro gobierno de derechas, el de Balladur, en 1994.
La propuesta de artículo 225-10-1 suprimía la necesidad de que la policía tuviera pruebas de la captación, permitiendo que "la vestimenta o la postura" fueran suficientes. Explicó que era inconveniente para la policía tener que obtener pruebas de la prostitución activa. En el Senado, una enmienda del Gobierno suprimió posteriormente la referencia a la vestimenta tras una protesta popular[85]. El artículo 50 también tipificaba como delito la compra de sexo a personas consideradas "especialmente vulnerables", como "enfermedad, discapacidad, deficiencia física o mental o embarazo".
Además, la nueva legislación permitía que se revoque el permiso a los extranjeros por alterar el orden público, permitiendo que la deportación se convierta en una sanción por captación (activa o pasiva), aunque sean inmigrantes legales. Se abordaba el tráfico de personas, definiéndolo y estableciendo penas. En el caso de las presuntas víctimas de trata, la colaboración les permitía quedarse y trabajar hasta que se juzgara su caso. Si los explotadores eran condenados (artículo 76), podían recibir entonces la residencia permanente. Por último, el artículo 52 permitía publicar informes anuales sobre la prostitución en Francia, a partir de 2004.
Reacciones
Las reacciones incluyeron manifestaciones y peticiones. Las críticas procedieron de la izquierda, los sindicatos, los grupos de mujeres y de derechos humanos y pobreza, que consideraron este proyecto de ley, que abordaba simultáneamente la mendicidad, la ocupación ilegal y la concentración en zonas públicas de edificios, como un ataque a los pobres, afirmando que nadie elige ser mendigo o prostituto. Se acusó a Sarkozy de explotar las inseguridades de la gente. En el Senado se consideró que las medidas eran una limpieza de calles, en lugar de abordar las causas de los problemas sociales y la exclusión social, y que reconstruir la prostitución como una cuestión de orden público no haría sino llevarla a la clandestinidad, privando a las trabajadoras del sexo del acceso a los servicios y perjudicando las campañas contra el sida. se afirmó que "nadie elige ser mendigo o prostituto, vivir en barrios sin instalaciones ni servicios públicos". Se señaló que no había ninguna medida para hacer frente al crimen organizado o a quienes pudieran estar explotando a las trabajadoras del sexo.
La cuestión de la solicitación pasiva causó especial preocupación, ya que podía significar que cualquier mujer podía ser detenida por su forma de vestir, y era especialmente difícil de definir. La judicatura tampoco estaba satisfecha con las pruebas que consistían únicamente en testimonios policiales y se mostraba reacia a condenar. Se sugirió que la preocupación por las víctimas de la trata no era coherente con el hecho de castigarlas, y que la prostitución se había confundido con la trata. La política de trata parecía estar más dirigida a la porosidad de las fronteras que a los delincuentes reales, mientras que las trabajadoras del sexo inmigrantes parecían estar especialmente discriminadas, ya que se las "rescataba" y deportaba simultáneamente sin abordar en modo alguno su vulnerabilidad. La Comisión Jurídica del Senado, las Delegaciones para los Derechos de la Mujer en el Senado y la Asamblea Nacional, así como la oposición, hicieron llamamientos para que la política en materia de trata se dirigiera a los traficantes y no a las trabajadoras del sexo.
En las audiencias del Senado sobre la prostitución de ese año, Claude Boucher, de Bus des Femmes, un grupo de apoyo a las trabajadoras del sexo, describió cómo éstas venden sexo para sobrevivir, incapaces de llegar a fin de mes con la seguridad social o el salario mínimo. Tratarlas como delincuentes, argumentó, sólo las haría más vulnerables.
Evaluación
Sarkozy no trató de elaborar una política integral sobre la prostitución, sino más bien una solución rápida, que respondiera a las preocupaciones inmediatas de los votantes en términos de visibilidad. En esto tuvo éxito, al menos a corto plazo. La policía informó de un descenso del 40 % en la prevalencia, pero también de que se había trasladado a zonas y horarios más discretos. Sin embargo, el efecto más profundo fue que Sarkozy había cambiado el encuadre de las trabajadoras del sexo, de víctimas a delincuentes, y lo había vinculado a los debates sobre inmigración, centrándose estrictamente en las transacciones callejeras. Así se evitó incomodar a los clientes de clase media, que podrían haber creado más oposición. La política gubernamental tendía a presentar a todas las mujeres inmigrantes que ejercían la prostitución, las más vulnerables, como víctimas de la trata y la explotación, y a sus proxenetas como "extranjeros".
Tras la entrada en vigor de la ley, entre marzo de 2003 y julio de 2004 se presentaron 5 619 cargos por captación pasiva, de los cuales el 90 % eran mujeres, y la mayoría procedentes de Bulgaria y Albania (40 %), Nigeria, Sierra Leona y Camerún (35 %). El 15 % eran ciudadanos franceses, otro 10 % de otras zonas de África y un 2 % de Asia. Se produjo un notable aumento de los trabajadores extranjeros detenidos y expulsados. En 2004, la policía desmanteló numerosas redes de trata de personas, principalmente de Europa del Este y África. Aunque la ley hacía referencia a la protección, la acogida y la reintegración, no había ninguna disposición al respecto, según la ONG Cimade. Los resultados de la ley se consideraron desastrosos para las mujeres a las que se suponía protegidas. Los efectos fueron en gran medida de desplazamiento, empujando sus actividades a zonas aisladas, y la franja horaria de 3 a 7 de la mañana, las aisló de los organismos de servicios, las expuso a la violencia y destruyó la histórica relación de trabajo con la policía. Un estudio de Anne Hidalgo y Christophe Caresche, tenientes de alcalde del gabinete del mayor de París, Bertrand Delanoë, fue especialmente crítico:

"Al meter en el mismo saco la prostitución libre y la prostitución forzada, que son procesos totalmente diferentes, y al victimizar indistintamente a las prostitutas, esta ley legitima y refuerza la violencia simbólica, física, policial e institucional. También aumenta su inseguridad, obligándolas a invertir en lugares fuera de la vista, tanto más cuanto que las obliga a trabajar más, ya que todas ellas han visto cómo su clientela se enrarecía y, en consecuencia, sus ingresos disminuían un 50 % de media".

Sarkozy había hecho una clara distinción entre la "prostitución clásica" de la tradicional Fille de Joie francesa, a la que describió como no problemática, incluso como un icono cultural, y la presencia de "ces malheureuses filles étrangères" (traducción literal de "estas pobres chicas extranjeras") en las calles de Francia, a las que describió como la amenaza para la seguridad. Propuso resolver la situación "rescatando" a estas víctimas de la trata y devolviéndolas a sus hogares. Argumentaba que la única forma de conseguirlo era detenerlas y devolverlas a sus familias. Al hacer esta distinción, Sarkozy se refirió con frecuencia a la incapacidad de hablar francés, construyendo la cuestión como una defensa del idioma nacional. Sugirió que esto los hacía vulnerables a la explotación y que la policía los llevaría a casa. Este último punto se convirtió en el blanco de quienes creían que se les devolvía a las condiciones que les hicieron marcharse en primer lugar.

### Nuevos intentos legislativos

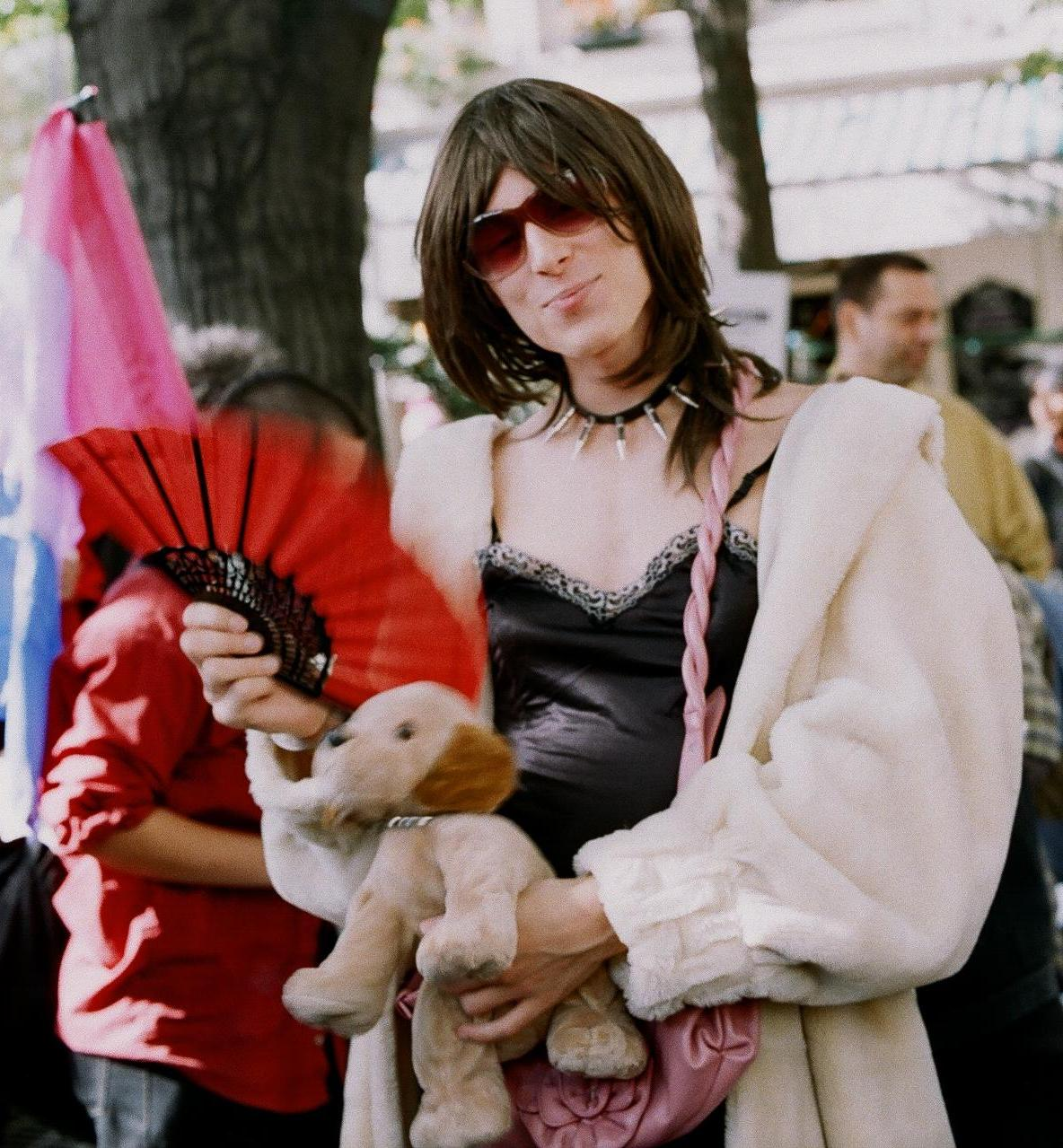
Activista de los derechos de las prostitutas, en una manifestación en París en 2005.

Los cambios introducidos en la política sobre trata de personas en 2003 se debieron más a la influencia europea e internacional que a las preocupaciones nacionales, pero finalmente se definió la trata de personas y se concedió a las víctimas permisos de residencia a cambio de su testimonio. Los críticos dudaron de su viabilidad o de que los beneficios se distribuyeran equitativamente entre las mujeres y las autoridades, expresión de la tensión entre derechos humanos y seguridad pública.
En abril de 2006, la senadora Nicole Borvo, perteneciente al Grupo Comunista, Republicano, Ciudadano y Ecologista, intentó presentar un proyecto de ley privado para derogar la ley Sarkozy, argumentando que había sido ineficaz y había convertido a las víctimas en delincuentes. El marco era muy similar al del informe Deryck de 2001, describiendo la prostitución como violencia y no como ley y orden, y buscando el castigo de los explotadores, pero también medidas de prevención y apoyo.
Comisión parlamentaria de 2011
En abril de 2011, un informe de una comisión parlamentaria recomendó la adopción del enfoque sueco de penalizar la compra de sexo. La ministra de Asuntos Sociales, Roselyne Bachelot, apoyó dicha propuesta, declarando: "No existe la prostitución libremente elegida y consentida. La venta de actos sexuales significa que los cuerpos de las mujeres se ponen a disposición de los hombres, independientemente de los deseos de esas mujeres". También recibió el apoyo del Mouvement du Nid. El movimiento francés de trabajadoras del sexo STRASS ha condenado las propuestas.
Propuestas para castigar a los clientes de la prostitución (2011-2016)
En octubre y noviembre de 2013, los legisladores franceses empezaron a debatir una propuesta para castigar a los clientes de la prostitución. El 4 de diciembre, la Asamblea Nacional aprobó por 268 votos a favor, 138 en contra y 79 abstenciones un proyecto de ley para multar a los clientes de prostitutas, que impondría multas de al menos 1 500 euros a los clientes sorprendidos pagando por mantener relaciones sexuales. Dentro de la Asamblea Nacional, la mayoría de los que apoyaron el proyecto de ley eran diputados del Partido Socialista, que dominaba la cámara. La ley fue aprobada en la Asamblea Nacional el 4 de diciembre de 2013. El proyecto de ley causó una considerable controversia en Francia entre políticos e intelectuales, algunos a favor de legalizar la prostitución y otros queriendo prohibirla. El proyecto de ley contó con la oposición de muchas trabajadoras del sexo y fue rechazado por el Senado francés en julio de 2014. Finalmente, el 6 de abril de 2016, la Asamblea Nacional francesa votó a favor de multar a los clientes de prostitutas con 1 500 euros.

### Construcción de la prostitución
Los críticos dicen que la mayoría de los marcos (molestia, víctima, desviado, amenaza a la seguridad) en los que se discute el trabajo sexual en Francia se construyen sin la aportación de las trabajadoras sexuales, que son representadas como sin voz y sin agencia. Hay excepciones como la feminista lesbiana francesa Claudie Lesselier.

## Opinión pública
CSA, una organización de sondeos, llevó a cabo varias encuestas sobre la prostitución en Francia. Una encuesta telefónica de 2002 analizó las actitudes de los franceses sobre la prostitución. El 64 % de los encuestados afirmó que la prostitución era "una práctica degradante para la imagen y la dignidad de la mujer". El 66 % de los encuestados estaba a favor de la reapertura de los burdeles, el 37 % quería que se criminalizara a los clientes, el 22 % quería que se criminalizara a las prostitutas y el 33 % quería que todas las formas de prostitución fueran ilegales. Analizada y desglosada por edad y sexo, la encuesta mostró que algunas personas daban respuestas contradictorias. Por ejemplo, algunas personas parecían estar a favor tanto de la reapertura de dichos burdeles como de la prohibición de todas las formas de prostitución. Las personas mayores y los hombres aceptaban mejor la idea de legalizar los burdeles. En la encuesta de 2006, sólo el 14 % pensaba que la prostitución debería ser ilegal. Los resultados de la encuesta de 2010 daban un 59 % a favor de la reapertura de los burdeles y un 10 % en contra. A dicha liberalización se opusieron grupos abolicionistas como Mouvement du Nid.

### Opinión de expertos
En mayo de 2011, séptimo aniversario de la introducción de la LSI, Médicos del Mundo publicó un informe muy crítico sobre el efecto de la ley y pidió su derogación.

## Formas y extensión de la prostitución

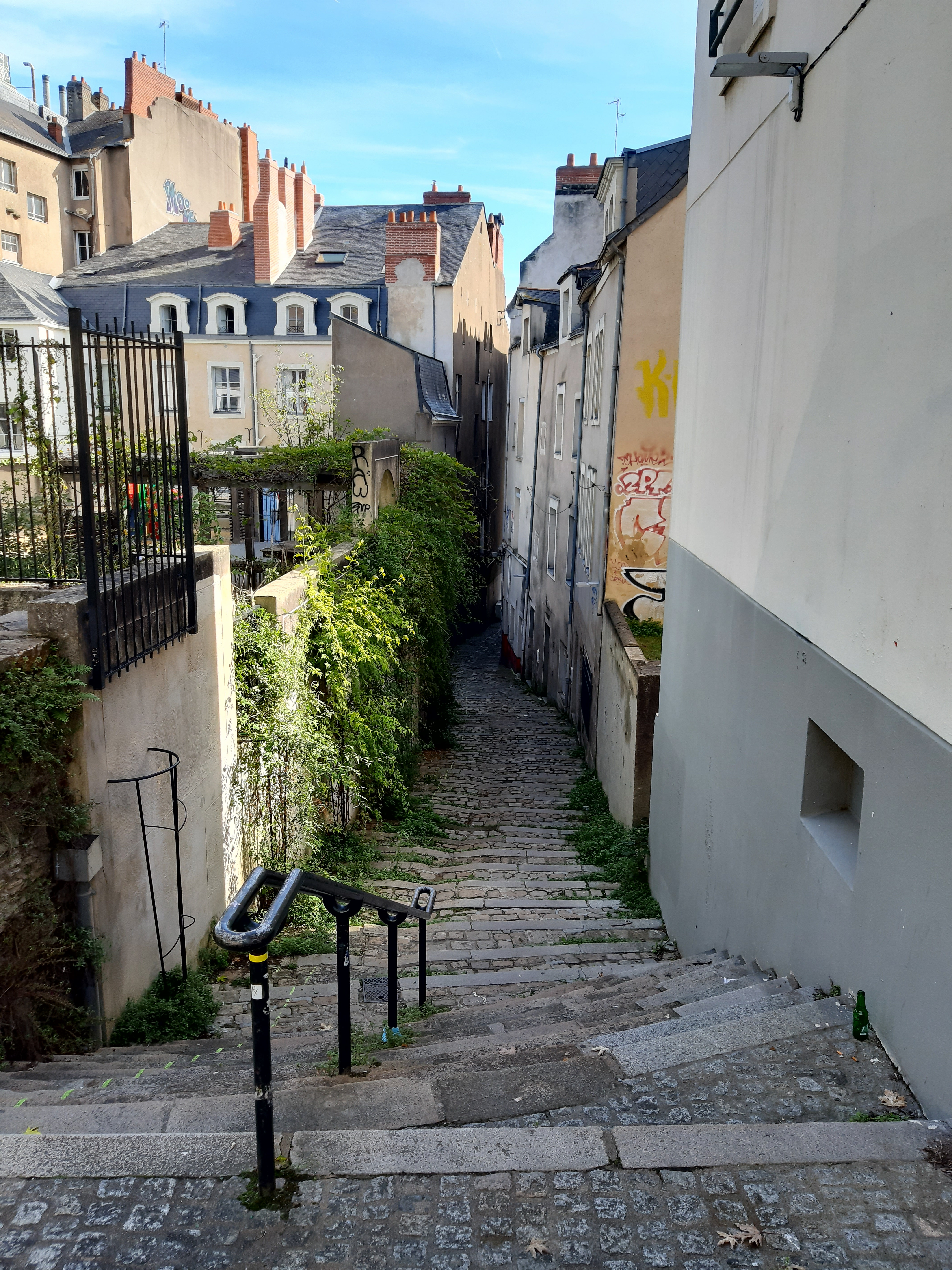
La Rue d'Ancin, en Nantes, es considerada un punto rojo de la ciudad, frecuentado por prostitutas al anochecer.

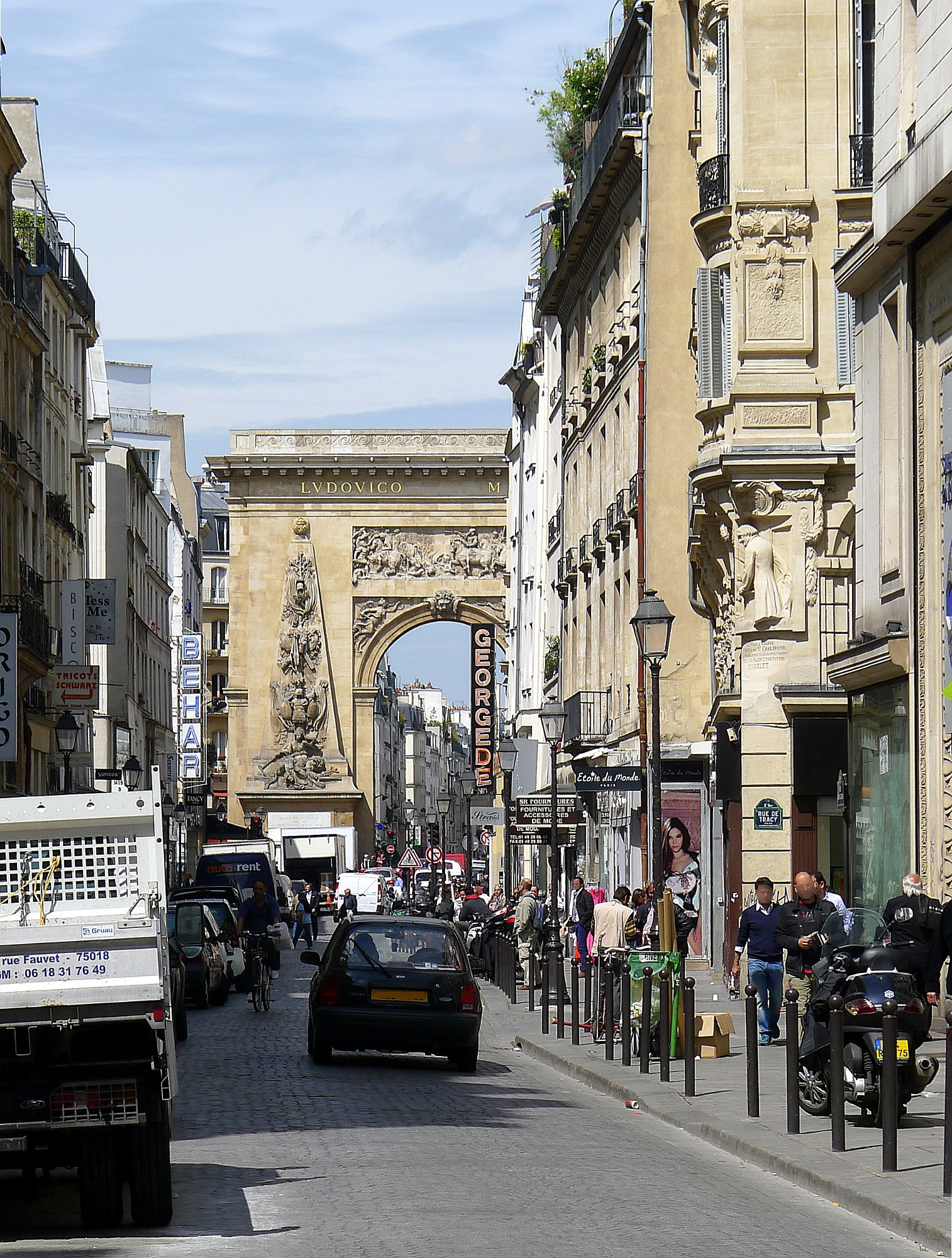
La parisina Rue Saint-Denis ha sido uno de los focos calientes de la capital en cuanto a prostitución callejera.

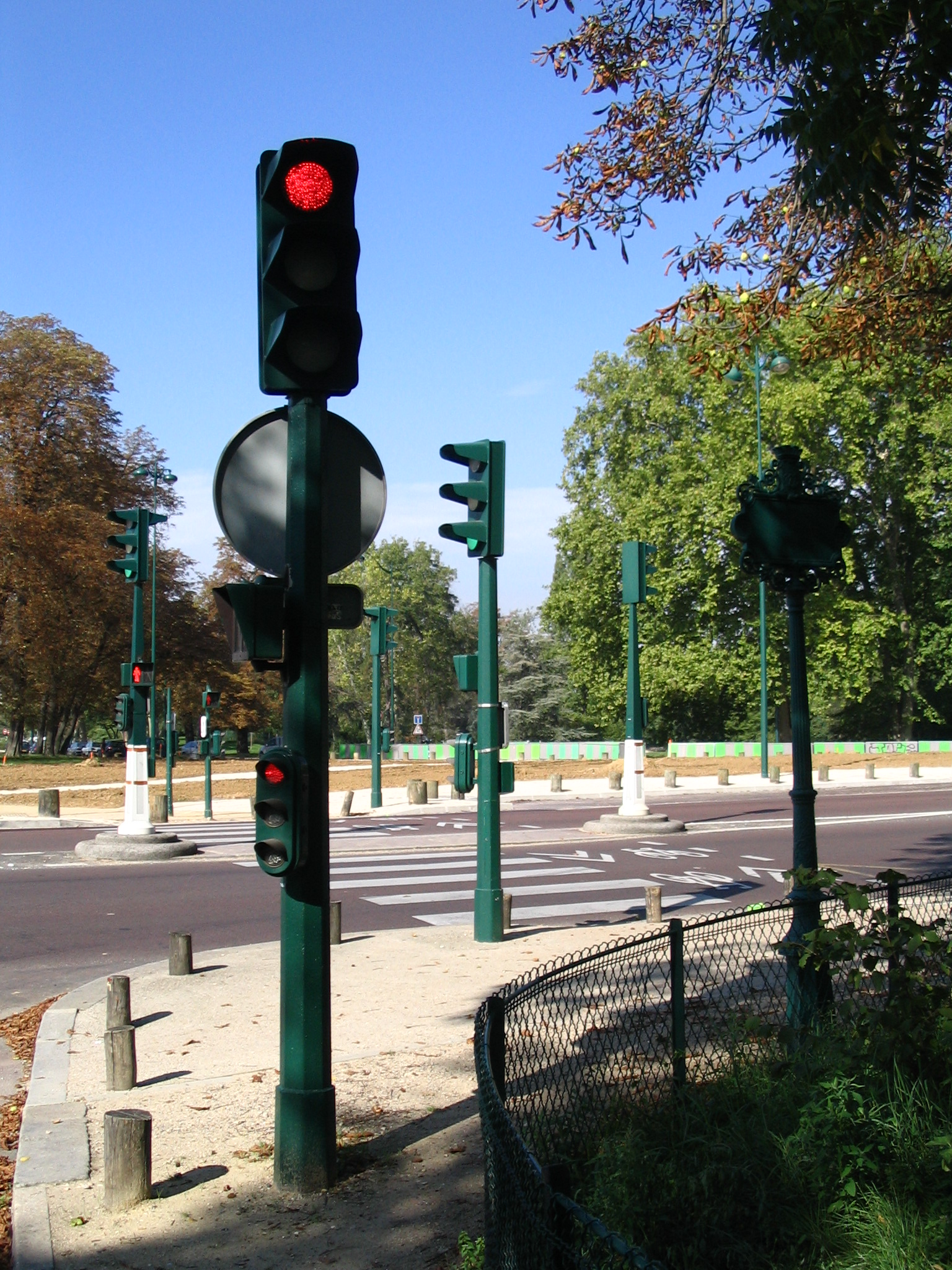
Esquina y acceso al Bosque de Vincennes, parque ubicado en el este de París, en su XII Distrito.

Estudios de 2003 estimaban que entre 15 000 y 20 000 mujeres ejercían la prostitución en Francia. En 2010, el número de prostitutas y prostitutos a tiempo completo se estimaba entre 20 000 y 30 000, y el 80 % eran extranjeros. En 2018 se estimaba que había 30 000 prostitutas en el país y el 90 % eran extranjeras.
El trabajo sexual en Francia, como en otros países, adopta muchas formas. Entre ellas están la prostitución callejera, los servicios de acompañantes, los bares y la prostitución en apartamentos. La prostitución callejera está controlada en parte por proxenetas, mientras que otras trabajadoras son prostitutas autónomas. En algunas zonas, como Lyon o el Bois de Boulogne en París, las trabajadoras del sexo utilizan furgonetas o carretas. La calle de prostitución más famosa de París, la Rue Saint-Denis, se ha aburguesado un poco en los últimos años y las prostitutas se han trasladado más al norte. Los servicios de acompañantes, en los que se contrata a una mujer o un hombre para "entretenimiento" o compañía, pero que suelen incluir sexo, son menos comunes en Francia, en comparación con Norteamérica. 
En los bares, las mujeres intentan inducir a los hombres a comprar bebidas caras junto con actos sexuales. Los precios los fija el dueño del bar, y el dinero se reparte entre el dueño y la prostituta. Los peepshows de Pigalle son muy conocidos por practicar este tipo de estafas. La prostitución en apartamentos se anuncia en periódicos y revistas para adultos. Los clubes de intercambio de parejas son lugares donde se intercambian parejas y a veces acuden prostitutas de pago, así como mujeres "amateurs" y parejas que acceden sin pagar la tarifa plana de unos 80 a 120 euros que pagan los hombres, incluyendo comida, bebida y sesiones de sexo ilimitadas, con el añadido de que éstas se realizan al aire libre a la vista de todos los invitados.

### Casas cerradas
Los burdeles siguen siendo ilegales, pero funcionan de forma discreta y clandestina. Desde su cierre oficial en 1946, ha habido llamamientos periódicos a su reapertura. En 1990, Michèle Barzach, exministra de Sanidad (1986-1988), propuso su reapertura como medida de salud pública. En 2002 estalló una polémica con la propuesta de Françoise de Panafieu, que dividió a las feministas francesas: la abogada feminista y activista franco-tunecina Gisèle Halimi la denunció, pero otras autoridades, como la filósofa Élisabeth Badinter, la consideraron una cuestión de "derecho a disponer libremente del propio cuerpo".
Las trabajadoras del sexo francesas se opusieron a una propuesta de 2010 de Chantal Brunel para volver a los burdeles regulados.
Mientras tanto, España ha explotado la diferencia entre los dos países abriendo burdeles a lo largo de la frontera franco-española.

### Ingresos
En 2004, los ingresos medios de una prostituta francesa se estimaban en 500 euros diarios. Para las prostitutas subsaharianas que viven en Francia, era menor, entre 200 y 300 euros. Algunos apenas ganaban entre 50 y 150 euros a la semana.

## Tráfico sexual
Francia es país de destino, tránsito y origen limitado de mujeres y niños víctimas del tráfico sexual. Víctimas extranjeras de Europa Oriental, África Occidental y Septentrional, Asia y el Caribe son objeto de tráfico sexual. Las redes de tráfico controladas por ciudadanos nigerianos, búlgaros, rumanos, chinos y franceses obligan a las mujeres a prostituirse mediante la servidumbre por deudas, la fuerza física y la coacción. 
El número de menores explotados en el comercio sexual ha aumentado en los últimos años. Procedentes principalmente de Rumania, África y Oriente Medio, son víctimas del tráfico sexual en el país galo. El gobierno calcula que la mayoría de las 30 000 personas que ejercen la prostitución en Francia, de las que aproximadamente el 90 % son extranjeras, son probablemente víctimas del tráfico. Ha aumentado la trata de víctimas masculinas para el tráfico sexual. Las redes de trata nigerianas utilizan las rutas del tráfico de inmigrantes y de drogas a través de Libia e Italia para transportar a las chicas a Francia.
La Oficina de Vigilancia y Lucha contra la Trata de Personas del Departamento de Estado de los Estados Unidos clasifica a Francia como país de "nivel 1".